# Parapluie (photographie)
Pour les articles homonymes, voir Parapluie (homonymie).

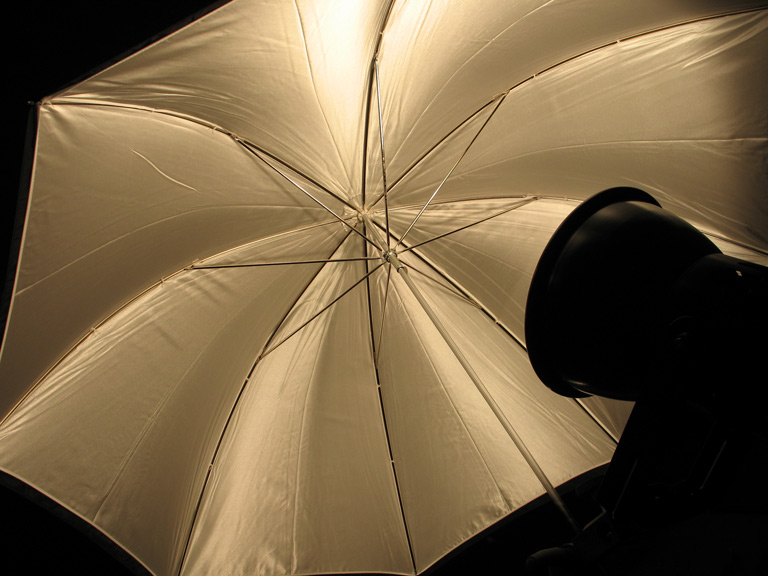
Un parapluie utilisé pour réfléchir la lumière d'un flash de studio.

Un parapluie est, en photographie ou au cinéma, un réflecteur de lumière ayant la forme d'un parapluie et utilisé pour réfléchir la lumière d'une torche électronique. Pratique et léger, il se replie et devient facilement transportable.
Inventé dans les années 1950, le parapluie a révolutionné la photographie de mode avec la commercialisation des flashes Balcar.
Il en existe de plusieurs dimensions (de 40 à 120 cm de diamètre, voire plus pour les parapluies dit « Jumbo ») avec des revêtements variés : blanc, argent, or, ou bien encore translucide (alors utilisé en diffuseur).
De nombreux fabricants en proposent : Broncolor, Elinchrom, Profoto, etc.

## Galerie

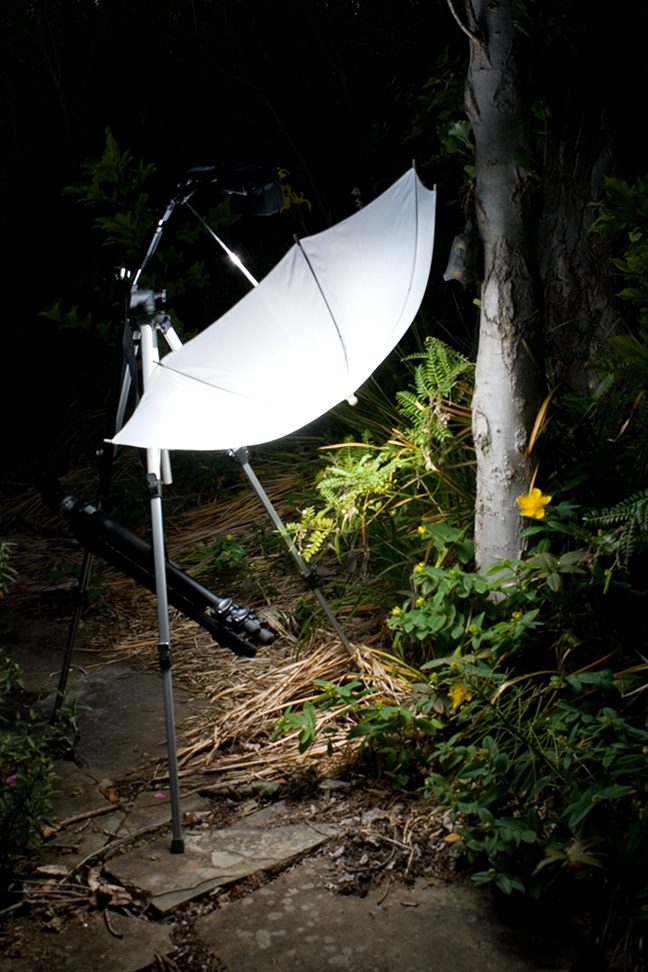
Parapluie translucide utilisé en diffuseur.
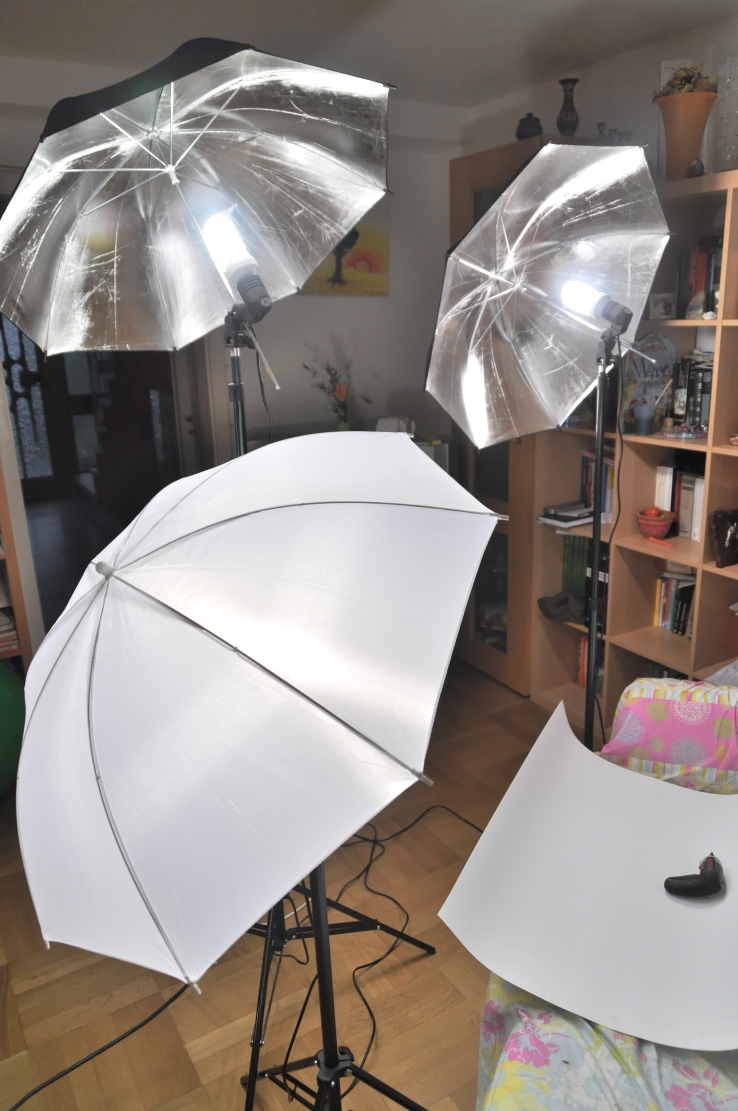
Différents parapluies.